# オグン

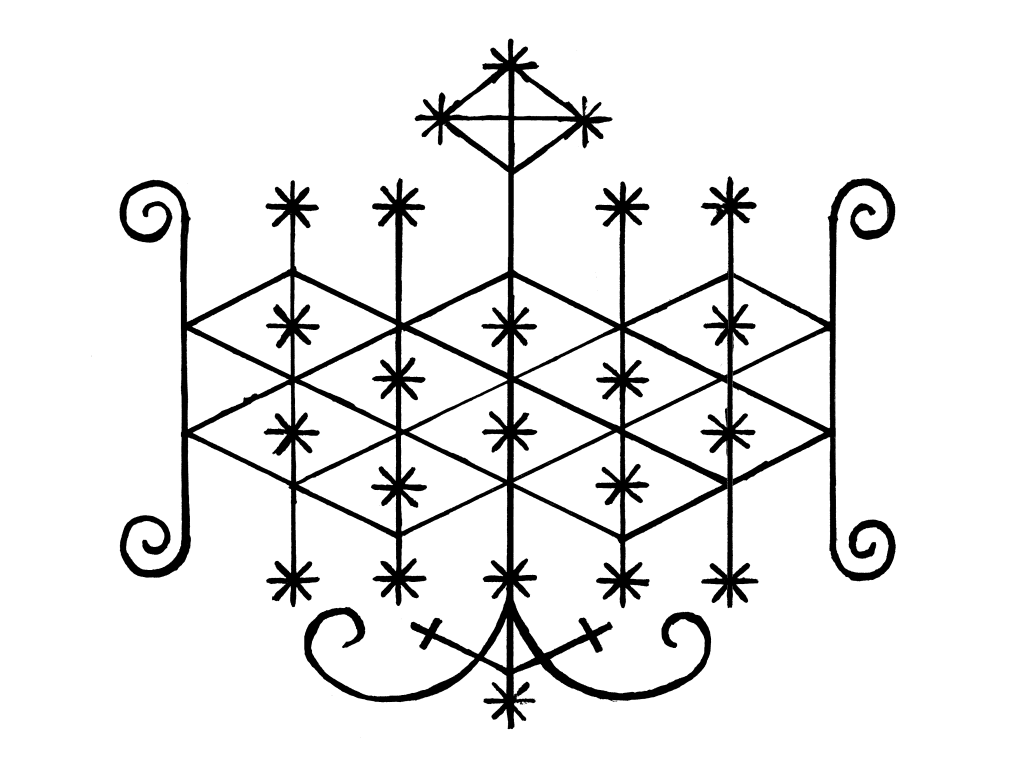
火、鉄、政治、戦争の神格オグンのシンボル。ババラウォ（Babalawo）の用いるイファ（Ifá）の占い全集に初めて登場している。

オグン（Ogoun, Ogun, Ogum, Ogou; ヨルバ語: Ògún）はアフリカ、オグン現在のナイジェリアに暮らすヨルバ人の信仰に起源を持つ神、あるいは精霊である。すなわちオリシャ（Orisha）であり、ハイチのブードゥー教で言うところのロアである。アフリカに由来を持つ人々の拡散、いわゆるアフリカン・ディアスポラを経て最も広まったアフリカの神の1柱であり、それに伴い最も定義があいまいになった神であるともいえる。ベナン、ハイチ、ルイジアナ、キューバ（サンテリア等）、ブラジル（カンドンブレ等）その他それぞれのブードゥー教、あるいはヨルバ人の信仰から発展した宗教に共通した神である。

## 概要
現在のナイジェリアに暮らすヨルバ人の信仰に起源を持っている。彼らヨルバ語話者の持っているオグンの起源といえる神への信仰はすぐにグベ語話者、すなわち現在のベナン、トーゴにあたる地域にまで広まり、ブードゥー教のグー（Gu）として信仰を集めた。19世紀に入りオヨ王国とダホメ王国の間で紛争が起こると何千人もの奴隷が発生し、主に彼らがオグンの信仰をアメリカ大陸へと伝える役目を担った。
ヨルバを起源とする諸宗教ではオグンはオリシャ（Orisha）と呼ばれる様々な精霊の1つとして扱われ鉄 と戦争、道具、道と法の執行を司っている。このオグンの性質はアメリカ大陸にも持ち込まれている。しかしこのオグン像は柔軟に受け入れられ、社会と時代にあわせて変化を遂げている。文化によっては鉈やその他武器の精霊であったり、鍛冶職人の守護神と語られたり、オートバイとドライバーの守護神、鉄道の神、はてはタクシー、トラック、物流の神といった具合にモダナイズされていることもある。開拓者の神であり、聖地のひとつとしてアメリカが挙げられる場合もある。

## 神話とバリエーション

### ハイチのブードゥー等に見られるオグンの神話
ヨルバの信仰では最高神オロルン（ヨルバ語: Ọlọrun; オロドゥマレ Olodumare とも）は直接人々に関わらない存在であり、そのためにオリシャに権限を与えている。すなわちオリシャは人と最高神との媒介者であり、最高神オロルンとは違い人格化されている。
オグンは世界が形作られたときにまず、最高神と人が交流をもてる場所として森をつくった。その次にオグンは鉈や斧をつくり、それらを用いて森林だった場所に道と耕地を作った。さらに、人間に火や鉄や政治的な権力を与え、彼らの住まう場所も用意した。これらのエピソードから開拓者の神という性質が加えられ、また鍛冶屋など鉄に関係する職業の守護神とされ、武器の神であり、人々を戦争などから守るともされている。
オグンはしばしば姿を変えて人間たちの中で暮らしていた。ある時は王となったが、戦闘の合間にトリックスターの神エシュに勧められた椰子酒に酔い、誤って味方を殺戮したことから、オグンは人々の元から去ってしまったと語られる。一方でオグンは大酒飲みだが決して酔わず、一度王になったものの、人々にすべてを教えると退位して森に帰っていったと語られるバリエーションもある。

## 文化ごとのバリエーションにみるオグンの性質
ヨルバ人の間では最も重視される神である一方で、ベナンでは重要度はムワ（Muwa）、リサ（Lisa）についで3番目の序列となる。ベナンでは鉄に関する、武器に関する、戦争に関する神であり、鉄のスクラップや、鉄による事故で死んだ動物はオグンに捧げられる。またハイチでのオグン像もベナンでのものに似ている。
現代のハイチでは戦士のロア（精霊）としての役割をもっており、オグンの祭壇にはサーベルが添えられる。
オグンはヨルバ神話ではイェマヤ（Yemaya）とオルンガン（Orungan）の子であり、オシュン（Oshun）とオヤ（Oya）の夫であると語られる一方、ハイチの神話ではオグンは蛇神ダンバラー・ウェド（Damballah Oueddo）や海神アグウェ（Agwe）と共にエルズリー・フレーダ（Erzulie Fre'da、女神）の夫である。
ハイチでは時にオグンがナザレのヨセフやヤコブ (ゼベダイの子)の顕現であるとされる。一方でルクミ（lukumi、キューバのヨルバ系の人々）やサンテリア（ブラジル・ブードゥー）、パロ・マヨンベ（アフリカ西海岸地域のパロ教）、ではオグンはキリスト教の聖人ペテロと結びつけて考えられる。
檀原照和によれば、サンテリアでは、黒犬をトーテムとし鉈を持つ、鍛冶屋出身の戦士として描かれ、チャンゴとは永遠のライバルであり、配偶者である軍神オジャ(Oya)を巡っての抗争が語られる。また、チャンゴの兄弟とされるババル・アジェという伝染病のオリシャがいかにして野良犬やジャッカルをトーテムにしているかの話に「犬を持つ者」として登場する。サンテリアでは、それぞれのオリシャに、スペイン語で道を表すカミーノで称される派生神がおり、オグンにはオグン・アレレ(屠畜屋)、オグン・アラグベデ(鍛冶屋)、オグン・チビリキ(鍛冶屋で暗殺者)、オグン・コブコブ(鞭を持った職長)、オグン・オニレ(農業者)、オグン・メジ(冷静さと凶暴さを持つ者)、オグン・アグアニレ(大地の征服者)がいる。
　キューバでパロ・マヨンベから派生したパロ・モンテではサラバンダ、マタンサスを根城にフォン人が興した宗教レグラ・アララでは、「アファングン」と呼ばれる。
ブラジルで黒人奴隷が興した宗教カンドンブレでは、軍神オグン(Ogun)は火曜日を司り、剣を持つとされる。